# Petar Digović
Petar (Pero) Digović (Pijavičino, Pelješac, 8. lipnja 1910.), hrv. pravnik, pisac i diplomat

## Životopis
Rodio se je u Pijavičinom 1910. godine. Studirao je na Pravnom fakultetu u Zagrebu, gdje je doktorirao 1935. godine. Specijalizirao se je u Parizu i Frankfurtu do 1945. godine. 
Za postojanja NDH bio pročelnik konzularno-gospodarskog odsjeka u ministarstvu vanjskih poslova. Na toj je dužnosti pripremio materijale za knjigu koju je 1944. objavio u Švicarskoj u Lausannei 1944., a bavila se hrvatskim pravom na Dalmaciju (La Dalmatie et les problemes de l'adriatique). autor je studije o međunarodnome javnom i zračnom pravu. 

## Djela
- Dalmacija i problemi Jadrana (La Dalmatie et les problèmes de l’Adriatique), Lausanne, 1944.
- Gornji Jadran i suvremeni politički problemi: Rijeka, Istra, Gorica, Trst (La Haute Adriatique et les problèmes politiques actuels: Fiume, Istrie, Goritie, Trieste), suautor Frano Goranić, Lausanne, 1944.
- Temelji međunarodnog javnog zračnog prava, studija, 1938.
- Dubrava Dubrovnika,[2]